# Selvanesco
Selvanesco (Selvanesch in dialetto milanese) è una località, un quartiere  rurale, appartenente al  Municipio  5 e al NIL n. 85 "Parco delle Abbazie". 

## La cascina
La località prende il nome dall'omonima cascina, che sorge lungo la Via Selvanesco. Fu parte delle vicende meneghine fin dal 1400: Venne infatti infeudata a Balzarino Pusterla, affine dei Visconti, e, alla sua morte nel 1408, i beni vennero concessi a Anglesia Visconti, in difficoltà economica, finché nel 1412 Filippo Maria Visconti pretese la restituzione ai monaci della Certosa di Pavia, a cui Balzarino voleva destinarli in origine. 
È stato comune autonomo fino al 1757, anno in cui, con la promulgazione dell’editto teresiano relativo alla divisione territoriale della Lombardia, al comune di Quintosole veniva aggregato quello di Selvanesco. Da allora, ne ha seguito le sorti, fino a diventare parte del comune di Milano.
All'interno di Selvanesco, oltre all'omonima cascina (la più grande, che ha dato il nome al quartiere), si trovano altre cascine: Cascina Brandezzata, Cascina Gaggioli, Cascina Giugno e Le Cassinette. L'unica area urbanizzata che ricade nel territorio storico di Selvanesco è l'area compresa tra Via Giuseppe Ripamonti e Via Virgilio Ferrari.

## Infrastrutture e trasporti
La località di Selvanesco è lambita a est dalla Via Ripamonti e dalla Via Ferrari, che costituiscono la parte iniziale della SP ex SS 412 della Val Tidone che collega Milano al confine pavese, presso Landriano (ufficialmente la denominazione di strada provinciale comincia presso il confine con il comune di Opera).
Data la natura rurale e la bassa urbanizzazione dell'area, Selvanesco non è servito da linee metropolitane o ferroviarie.
Alcune linee di autobus, gestite da ATM, collegano Selvanesco ai quartieri e ai comuni limitrofi. Inoltre, lungo la Via Ripamonti, lungo cui corre il confine tra Selvanesco e il Vigentino, transita una linea di tram che collega al centro di Milano.